# TripAdvisor
TripAdvisor — американський вебсайт, що дозволяє своїм користувачам спланувати майбутню подорож до будь-якої країни світу. Послуги сайту є безкоштовні для користувачів, які надають більшу частину контенту. За даними офіційного вебсайту компанії, TripAdvisor щомісяця обслуговує 315 мільйонів унікальних відвідувачів , більш ніж 70 мільйонів зареєстрованих користувачів, які залишили більше ніж 200 мільйонів відгуків. Однак, станом на 2018 рік, компанія забороняє користувачам залишати відгуки українською мовою.
TripAdvisor Media Group володіє 25 туристичними брендами: TripAdvisor, Airfarewatchdog, BookingBuddy, Cruise Critic, Family Vacation Critic, FlipKey, GateGuru, Holiday Lettings, Holiday Watchdog, Independent Traveler, lafourchette, OneTime, SeatGuru, SmarterTravel, Tingo, Jetsetter, Travel Library, TravelPod, Viator, VirtualTourist та Kuxun.cn.